# Coppet
Coppet – miasto i gmina (commune) w zachodniej Szwajcarii, w kantonie Vaud, w okręgu (district) Nyon. Leży nad Jeziorem Genewskim.

## Demografia
W Coppet mieszka 3206 osób. W 2021 roku 37,3% populacji gminy stanowiły osoby urodzone poza Szwajcarią.

## Transport
Przez teren miasta przebiega droga główna nr 1.